# Horsabergs göl
Horsabergs göl är en sjö i Vetlanda kommun i Småland och ingår i Emåns huvudavrinningsområde.